# Vapour Trails
Vapour Trails è l'undicesimo album in studio del gruppo post-punk statunitense Tuxedomoon, pubblicato nel 2007.

## Tracce
1. Muchos Colores – 5:26
2. Still Small Voice – 5:26
3. Kubrick – 7:14
4. Big Olive – 6:25
5. Dark Temple – 7:07
6. Dizzy – 6:42
7. Epso Meth Lama – 9:10
8. Wading Into Love – 4:27